# 鴻福實業
鴻福實業有限公司，簡稱鴻福實業（英語：Hong Fok Corporation Limited，港交所除牌時0161.HK、SGX：H30），在1967年由鍾氏家族創立，前身為「國際酒店私人有限公司」，以及「國際酒店有限公司」。
而主要業務在新加坡、香港等經營房地產產業，而旗下香港上市公司榮豐國際有限公司（持有62.81%股權），是在1991年進行收購，2015年時已經賣殼予吉林省企業家李豐茂。另外鴻福實業股份在1981年7月8日於新加坡交易所和香港交易所（直至1992年7月15日除牌為止）主板上市。現任主席及聯席總裁為 鍾金榜和鍾斌銓。
而總部位於300 Beach Road #41-00 The Concourse Singapore 199555。

## 連結
- hongfok.com